# Khúc côn cầu trên cỏ tại Đại hội Thể thao Đông Nam Á 2023
Khúc côn cầu trên cỏ tại Đại hội Thể thao Đông Nam Á 2023 có hai nội dung tranh huy chương và giải  diễn ra tại Sân vận động Quốc gia Morodok Techo, Phnôm Pênh từ ngày 9 đến 16 tháng 5 năm 2023.
Khúc côn cầu tại Sea Games 32 gồm có 2 phân môn, cụ thể: Khúc côn cầu trong nhà diễn ra từ ngày 1 tới ngày 8 tháng 5 năm 2023 tại Nhà thi đấu Rong Roeung, Phnôm Pênh, Campuchia. Khúc côn cầu Trên cỏ diễn ra từ ngày 9 tới ngày 16 tháng 5 năm 2023 tại Sân vận động khúc côn cầu Morodok Techo, Phnôm Pênh, Campuchia.

## Các quốc gia tham dự
Tổng cộng có 5 quốc gia tham gia cuộc thi này.
- Campuchia
- Indonesia
- Malaysia
- Singapore
- Thái Lan

## Tóm tắt huy chương

### Bảng tổng sắp huy chương
Chú thích
| Hạng               | Đoàn               | Vàng | Bạc | Đồng | Tổng số |
| ------------------ | ------------------ | ---- | --- | ---- | ------- |
| 1                  | Malaysia           | 2    | 0   | 0    | 2       |
| 2                  | Thái Lan           | 0    | 1   | 1    | 2       |
| 2                  | Singapore          | 0    | 1   | 1    | 2       |
| 4                  | Indonesia          | 0    | 0   | 2    | 2       |
| Tổng số (4 đơn vị) | Tổng số (4 đơn vị) | 2    | 2   | 4    | 8       |

### Danh sách huy chương
| Nội dung     | Vàng | Bạc | Đồng | |
| ------------ | --- | --- | --- | --- |
| Giải đấu Nam | Malaysia · Mohamad Rafaizul Saini · Muhammad Najib Abu Hassan · Wan Muhammad Najmie · Muhamad Ramadan Rosli · Faris Harizan · Perabu Tangaraja · Azmilmuizzudin Misron · Harris Iskandar Osman · Mughni Kamal · Alfarico Lance Liau Jr · Muhammad Addy Jazmi Jamlus · Shahmie Irfan Suhaimi · Muhammad Danish Aiman · Mohd Zaimi Mat Deris · Andywalfian Jeffrynus · Amirul Hamizan Azahar · Muhammad Adam Ashraf Johari · Muhammad Danish Danial   | Singapore · Xuan Wee Wei · Kent Loo · Fariz Basir · Enrico Marican · Jaspal Grewal · Dineshraj Naidu · Darren Sia · Silas Noor · Ashriq Zul'kepli · Ramanan Thulasiram · Abu Nufail · Lee Yap Wee · Dawnraj Rengasamy · Hariraj Naidu · Zaki Zulkarnan · Bazil Kahar · Jeremiah Balakrishnan · Gugan Sandran                                                 | Indonesia · Rumaropen Julius · Muhamad Fadli · Alam Asrul · Rahmad Astri · Atwo Frank · Asasi Ahdan · Ardam · Fajar Alam · Priliandro Revo · Prastyo Alfandy · Efendi Jerry · Raditya Derangga · Fathur Mochamad · Wibowo Arthur · Maulana Nurul · Al Akbar Abdullah · Al Ardh Aulia · Guntara Andrea                                                                                | Indonesia · Rumaropen Julius · Muhamad Fadli · Alam Asrul · Rahmad Astri · Atwo Frank · Asasi Ahdan · Ardam · Fajar Alam · Priliandro Revo · Prastyo Alfandy · Efendi Jerry · Raditya Derangga · Fathur Mochamad · Wibowo Arthur · Maulana Nurul · Al Akbar Abdullah · Al Ardh Aulia · Guntara Andrea |
| Giải đấu Nam | Malaysia · Mohamad Rafaizul Saini · Muhammad Najib Abu Hassan · Wan Muhammad Najmie · Muhamad Ramadan Rosli · Faris Harizan · Perabu Tangaraja · Azmilmuizzudin Misron · Harris Iskandar Osman · Mughni Kamal · Alfarico Lance Liau Jr · Muhammad Addy Jazmi Jamlus · Shahmie Irfan Suhaimi · Muhammad Danish Aiman · Mohd Zaimi Mat Deris · Andywalfian Jeffrynus · Amirul Hamizan Azahar · Muhammad Adam Ashraf Johari · Muhammad Danish Danial   | Singapore · Xuan Wee Wei · Kent Loo · Fariz Basir · Enrico Marican · Jaspal Grewal · Dineshraj Naidu · Darren Sia · Silas Noor · Ashriq Zul'kepli · Ramanan Thulasiram · Abu Nufail · Lee Yap Wee · Dawnraj Rengasamy · Hariraj Naidu · Zaki Zulkarnan · Bazil Kahar · Jeremiah Balakrishnan · Gugan Sandran                                                 | Thái Lan · Wistawas Phosawang · Kraiwich Thawichat · Tanwa Yongthong · Kritsada Chueamkaew · Sadakorn Vimuttanon · Aphiwat Thanperm · Ratthawit Khamkong · Worawut Kaeochianghwang · Chutiphong Samoema · Kritsana Phumee · Nattapong Trisom · Borirak Harapan · Chanachol Rungniyom · Suriya Kasonbua · Wirawat Singthong · Thanakrit Boon-Art · Tanakit Juntakian · Somrat Boontam | |
| Giải đấu Nữ  | Malaysia · Siti Zalia Nasir · Nuraini Abdul Rashid · Nur Insyirah Effarizal · Dayang Nuramirah Abang · Azhari Azmyra · Juliani Mohamad Din · Siti Nur Arfah Mohd Nor · Nur Afiqah Syahzani Azhar · Mashitah Ab Khalid · Nurul Faezah Khalim · Wan Norfaiezah Md Saiuti · Fatin Shafikah Mahd Sukri · Nur Syuhada Suhaimi · Nurul Fatin Fatiah Azman · Khairunnisa Ayuni Mohd · Nuramirah Zulkifli · Nurmaizatul Hanim Syafi · Kirandeep Kaur Gurdip | Thái Lan · Kawintida Wisuttiprapa · Chanthakan Phanchanang · Jenjira Kijpakdee · Suwapat Konthong · Sirikwan Wongkeaw · Parichart Phopool · Kunjira Inpa · Kornkanok Sanpoung · Onuma Doungsuda · Natthakarn Aunjai · Supansa Samanso · Atittaya Sumphowthong · Songkran Pasawat · Anongnat Piresram · Siraya Yimkrajang · Watsana Saetan · Kessarin Kamphol | Singapore · Tong Liu Yu · Patricia Collera · Jolene Ng · Puay Ho · Sofia Saban Nurul · Johana Hajaratih · Toh Li Min · Shubhaa Manimaran · Laura Tan · Cheryll Chia · Felissa Lai · Phylicia Tanandika · Sardonna Ng · Megan Francis · Valerie Koh · Amani Sherie · Valerie Sim · Nithira Manimaran                                                                                  | Singapore · Tong Liu Yu · Patricia Collera · Jolene Ng · Puay Ho · Sofia Saban Nurul · Johana Hajaratih · Toh Li Min · Shubhaa Manimaran · Laura Tan · Cheryll Chia · Felissa Lai · Phylicia Tanandika · Sardonna Ng · Megan Francis · Valerie Koh · Amani Sherie · Valerie Sim · Nithira Manimaran   |
| Giải đấu Nữ  | Malaysia · Siti Zalia Nasir · Nuraini Abdul Rashid · Nur Insyirah Effarizal · Dayang Nuramirah Abang · Azhari Azmyra · Juliani Mohamad Din · Siti Nur Arfah Mohd Nor · Nur Afiqah Syahzani Azhar · Mashitah Ab Khalid · Nurul Faezah Khalim · Wan Norfaiezah Md Saiuti · Fatin Shafikah Mahd Sukri · Nur Syuhada Suhaimi · Nurul Fatin Fatiah Azman · Khairunnisa Ayuni Mohd · Nuramirah Zulkifli · Nurmaizatul Hanim Syafi · Kirandeep Kaur Gurdip | Thái Lan · Kawintida Wisuttiprapa · Chanthakan Phanchanang · Jenjira Kijpakdee · Suwapat Konthong · Sirikwan Wongkeaw · Parichart Phopool · Kunjira Inpa · Kornkanok Sanpoung · Onuma Doungsuda · Natthakarn Aunjai · Supansa Samanso · Atittaya Sumphowthong · Songkran Pasawat · Anongnat Piresram · Siraya Yimkrajang · Watsana Saetan · Kessarin Kamphol | Indonesia · Greschela · Widiyana Saruli · Dwi Aulia Rahma · Adriana Asa · Lispa · Yuanita Suwito · Since Novita · Nur Anisa · Melinda · Nisa Indira · Sismya Winarsih · Annur El Islamy · Adna Fika · Salma Maulani · Selly Florentina · Paulina Ronsumbre · Dian Wildiani · Ruth Bransik                                                                                            | |